# Rus (Carballo)
Rus (llamada oficialmente Santa María de Rus) es una parroquia española del municipio de Carballo, en la provincia de La Coruña, Galicia.

## Entidades de población
Entidades de población que forman parte de la parroquia:
- A Barcia
- A Camposa
- A Cerdeiriña
- Alborín
- Alborís
- Areosa (A Areosa)
- Arganosa
- As Pedriñas
- Baldomar
- Baralla
- Barbalde (Barbalde de Abaixo y Barbalde de Arriba)
- Barís
- Betrís
- Bouzanogueira
- Braña de Abajo[6] (A Braña de Abaixo)
- Braña de Arriba (A Braña de Arriba)
- Cajín[7] (Caxín)
- Calvos
- Canosa  (A Canosa)
- Campo (O Campo)
- Cáparos
- Casal de Perros
- Cornaces
- Corredoira (A Corredoira)
- Ferrol
- Fieital (O Fieital)
- Gomes (Os Gomes)
- La Iglesia (A Igrexa)
- Liñares
- Louride
- Maceira
- Millarada
- Nogareda
- O Campo da Feira
- Outeiros
- Outón (O Outón)
- Padreiro (O Padreiro)
- Pego (O Pego)
- Ponte Nova (A Pontenova)
- Portopayo[8] (O Portopaio)
- Ramil
- Ribeira
- San Saturnino (San Sadurniño)
- Val (O Val)
- Vijoteira[9] (A Vixoteira)
- Vilar de Cima
- Vilares (Os Vilares)

## Despoblados
- Férbeda (A Férveda)
- Gastrar

## Demografía
| Gráfica de evolución demográfica de Rus entre 2000 y 2022 |
|                                                           |
| Datos según el nomenclátor publicado por el INE.          |